# George Marx
George Marx (abreviado Marx) fue un zoólogo estadounidense nacido en Alemania, el 22 de junio de 1838 en Laubach y fallecido el 3 de enero de 1895, en Washington.
Estudió en Darmstadt. Apasionado por la botánica, abandonó la idea de seguir el estudio de farmacéutico. Se fue en 1860 para Estados Unidos, donde trabajó como voluntario farmacéutico en el ejército durante la Guerra Civil. Posteriormente, se trasladó en primer lugar a Nueva York, desde 1862 a 1865 , y luego a Filadelfia desde 1865 a 1878.
Fue entonces cuando se estableció en Filadelfia, y se centra en los arácnidos, en especial las arañas. En 1878 , trabajó para el Ministerio de Agricultura. Desde 1889 hasta su jubilación, dirigió las ilustraciones.
Es un complemento de la obra del conde Eugen von Keyserling (1833-1889), Die Amerikas Spinnen, que dejó inacabado a su muerte temprana y que se publicó en 1891. Publicó numerosos artículos y libros sobre las arañas de América del Norte . La calidad de las ilustraciones es considerable.

## Algunas publicaciones
- Marx, G., 1886, - Description of Gasteracantha rufospinosa. Ent. Amer. vol.2, p. 25-26
- -------------, 1886, - Notes on Thelyphonus Latr. 2 pp.
- -------------, 1888, - New species of Theraphosidae. Proc. ent. Soc. Wash. vol.1, p. 116-117
- -------------, 1889, - A contribution to the knowledge of the spider fauna of the Bermuda Islands.
- -------------, 1890, - Catalogue of the described Araneae of temperate North America. Proc. U. S. nat. Mus. vol.12, p. 497-594
- -------------, 1891, - A contribution to the knowledge of North American spiders. Proc. ent. Soc. Wash. vol.2, p. 28-37
- -------------, 1892, - A contribution to the study of the spider fauna of the Arctic regions. Proc. ent. Soc. Wash. vol.2, p. 186-200
- -------------, 1892, - A List of the Araneæ of the District of Columbia

## Algunas taxas descritas
- Hypochilidae Marx, 1888
- Acanthepeira Marx, 1883, Araneidae
- Hentzia Marx, 1883, Salticidae
- Ocrepeira Marx, 1883, Araneidae
- Micrathena funebris (Marx, 1898), Araneidae

## Honores
Marx participó en la creación de la Sociedad Entomológica de Washington, que dirigió en 1891.

### Taxones denominados en su honor
- Aphonopelma marxi (Simon, 1891) , Theraphosidae
- Cosmophasis marxi (Thorell, 1890) , Salticidae
- Hypomma marxi (Keyserling, 1886), Linyphiidae
- Philodromus marxi Keyserling, 1884, Philodromidae
- Satilatlas marxi Keyserling, 1886, Linyphiidae
- Thymoites marxi (Crosby, 1906), Theridiidae
- Trebacosa marxi (Stone, 1890), Lycosidae

## Abreviatura (zoología)
La abreviatura Marx  se emplea para indicar a George Marx como autoridad en la descripción y taxonomía en zoología.